# Athlétisme aux Jeux de l'Empire britannique de 1934
Navigation
Les épreuves d'athlétisme des Jeux de l'Empire britannique de 1934 se déroulent du 4 au 7 août 1934 au White City Stadium de Londres.

## Résultats

### Hommes
| Épreuves          | Or                                                                                   | Argent                                                    | Bronze                                                         |
| ----------------- | ------------------------------------------------------------------------------------ | --------------------------------------------------------- | -------------------------------------------------------------- |
| 100 yards         | Arthur Sweeney 10 s 0                                                                | Marthinus Theunissen                                      | Ian Young                                                      |
| 220 yards         | Arthur Sweeney 21 s 9                                                                | Marthinus Theunissen 22 s 0                               | Walter Rangeley 22 s 1                                         |
| 440 yards         | Godfrey Rampling 48 s 0                                                              | Bill Roberts                                              | Crew Stoneley                                                  |
| 880 yards         | Phil Edwards 1 min 54 s 2                                                            | Willie Botha                                              | Hamish Stothard                                                |
| 1 mile            | Jack Lovelock 4 min 12 s 8                                                           | Sydney Wooderson 4 min 13 s 4                             | Jerry Cornes 4 min 13 s 6                                      |
| 3 miles           | Walter Beavers 14 min 32 s 6                                                         | Cyril Allen 14 min 37 s 8                                 | Alec Burnes 14 min 45 s 4                                      |
| 6 miles           | Arthur Penny 31 min 06 s 0                                                           | Scotty Rankine                                            | Arthur Furze                                                   |
| Marathon          | Harold Webster 2 h 40 min 36 s                                                       | Donald McNab Robertson 2 h 45 min 08 s                    | Duncan McLeod Wright 2 h 56 min 20 s                           |
| 120 yards haies   | Donald Finlay 15 s 2                                                                 | Jim Worrall                                               | Ashleigh Pilbrow                                               |
| 440 yards haies   | Alan Hunter 55 s 2                                                                   | Charles Reilly 55 s 8                                     | Ralph Brown 56 s 0                                             |
| 2 miles steeple   | Stanley Scarsbrook 10 min 23 s 4                                                     | Tom Evenson 10 min 25 s 8                                 | Geoge Bailey                                                   |
| 4 × 110 yards     | Angleterre Arthur Sweeney Ernie Davis George Saunders Walter Rangeley 42 s 2         | Canada Allan Poole Bert Pearson Frank Nicks Bill Christie | Écosse Archie Turner David Brownlee Ian Young Bob Murdoch      |
| 4 × 440 yards     | Angleterre Crew Stoneley Denis Rathbone Geoffrey Blake Godfrey Rampling 3 min 16 s 8 | Canada Art Scott John Addison Raymond Lewis Bill Fritz    | Écosse Alan Hunter Hamish Stothard Robert Wallace Ronald Wylde |
| Saut en hauteur   | Edwin Thacker 1,91 m                                                                 | Joe Haley 1,91 m                                          | John Michie 1,91 m                                             |
| Saut à la perche  | Syl Apps 3,88 m                                                                      | Alf Gilbert 3,81 m                                        | Fred Woodhouse 3,66 m                                          |
| Saut en longueur  | Sam Richardson (en) 7,17 m                                                           | Johann Luckhoff 7,10 m                                    | Jack Metcalfe 6,93 m                                           |
| Triple saut       | Jack Metcalfe 15,63 m                                                                | Sam Richardson (en) 14,65 m                               | Harold Brainsby 14,62 m                                        |
| Lancer du poids   | Harry Hart 14,67 m                                                                   | Robert Howland 13,53 m                                    | Kenneth Pridie 13,43 m                                         |
| Lancer du disque  | Harry Hart 41,53 m                                                                   | Douglas Bell 40,44 m                                      | Bernard Prendergast 40,23 m                                    |
| Lancer du marteau | Malcolm Nokes 48,25 m                                                                | George Sutherland 46,24 m                                 | William MacKenzie 42,49 m                                      |
| Lancer du javelot | Bob Dixon 60,02 m                                                                    | Harry Hart 58,27 m                                        | Johann Luckhoff 56,49 m                                        |

### Femmes
| Épreuves          | Or                                                                                      | Argent                                                             | Bronze                                                                 |
| ----------------- | --------------------------------------------------------------------------------------- | ------------------------------------------------------------------ | ---------------------------------------------------------------------- |
| 100 yards         | Eileen Hiscock 11 s 3                                                                   | Hilda Strike 11 s 5                                                | Lilian Chalmers 11 s 6                                                 |
| 220 yards         | Eileen Hiscock 25 s 0                                                                   | Eileen Meagher                                                     | Nellie Halstead                                                        |
| 880 yards         | Gladys Anne Lunn 2 min 19 s 4                                                           | Ida Jones 2 min 21 s 0                                             | Dorothy Butterfield 2 min 21 s 4                                       |
| 80 yards haies    | Marjorie Clark 11 s 8                                                                   | Betty Taylor                                                       | Elsie Green                                                            |
| Relais 440 yards  | Angleterre Eileen Hiscock Nellie Halstead Elsie Maguire 49 s 4                          | Canada Audrey Dearnley Eileen Meagher Hilda Strike                 | Zimbabwe Cynthia Keay-Heron Dorothy Ballantyne-Green Mollie Bragg      |
| Relais 660 yards  | Canada Audrey Dearnley Eileen Meagher Betty White-Lewington Lillian Palmer 1 min 14 s 4 | Angleterre Ethel Johnson Ivy Walker Nellie Halstead Eileen Hiscock | Écosse Cathie Jackson Joan Cunningham Margaret Mackenzie Sheena Dobbie |
| Saut en hauteur   | Marjorie Clark 1,60 m                                                                   | Eva Dawes 1,57 m                                                   | Margaret Bell 1,52 m                                                   |
| Saut en longueur  | Phyllis Bartholomew 5,47 m                                                              | Evelyn Goshawk 5,41 m                                              | Violet Webb 5,23 m                                                     |
| Lancer du javelot | Gladys Lunn 32,19 m                                                                     | Edith Halstead 30,94 m                                             | Margaret Coxx 30,08 m                                                  |

## Tableau des médailles
| Rang | Nation | Or | Argent | Bronze | Total |
| ---- | ------ | -- | ------ | ------ | ----- |
| 1    | ENG    | 16 | 9      | 15     | 40    |
| 2    | CAN    | 5  | 14     | 1      | 20    |
| 3    | RSA    | 3  | 5      | 1      | 9     |
| 4    | SCO    | 1  | 1      | 8      | 10    |
| 5    | AUS    | 1  | 1      | 2      | 4     |
| 6    | NZL    | 1  | 0      | 1      | 2     |
| 7    | Guyana | 1  | 0      | 0      | 1     |
| 8    | Guyana | 0  | 0      | 1      | 1     |
|      | Guyana | 0  | 0      | 1      | 1     |

## Légende
Records et Performances
- AR : Record continental (area record)
- CR : Record des championnats (championship record)
- MR : Record du meeting (meet record)
- NR : Record national (national record)
- OR : Record olympique (olympic record)
- PR : Record paralympique (paralympic record)
- PB : Record personnel (personal best)
- SB : Meilleure performance personnelle de la saison (season's best)
- WL : Meilleure performance mondiale de l'année (world leader)
- WJR : Record du monde junior (world junior record)
- WR : Record du monde (world record)

Circonstances et Conditions
- DNF : N'a pas terminé (did not finish)
- DNS : N'a pas pris le départ (did not start)
- DQ : Disqualification (disqualification)
- NM : Aucun essai valable enregistré (No Mark)
- Q : Qualifié « directement » au prochain tour (ou à la prochaine compétition), lors d'une compétition majeure, grâce au classement ou à la réalisation des minima (automatic qualifier)
- q : Qualifié au prochain tour (ou à la prochaine compétition), lors d'une compétition majeure, grâce au repêchage ou à la réalisation de l'une des meilleures performances parmi celles des « non qualifiés directement » (grâce au meilleur temps ou à la meilleure distance par exemple) (secondary qualifier)